# Il giglio insanguinato (romanzo)
Il giglio insanguinato (Blood Trillium) è un romanzo fantasy del 1992 scritto dall'autrice statunitense Julian May, secondo volume della cosiddetta serie del giglio, un gruppo di romanzi in cui solo il primo libro Il giglio nero venne sviluppato collettivamente e le cui successive opere sono state sviluppate indipendentemente da tre autrici senza rispettare la continuità tra di loro.

## Trama
Il romanzo racconta le vicende delle tre principesse dopo la caduta del terribile Mago Orogastus, esiliato nel terribili Kimilion, dove dovrebbe rimanere per sempre pena uno sconvolgimento del Mondo delle Tre Lune. Ma, dodici anni più tardi rispetto agli eventi narrati nel giglio nero, Haramis viene a conoscenza della fuga dal Kimilion del mago Portolanus... che si tratti in realtà proprio di Orogastus? Ed è vero che questo misterioso mago può spezzare in tre parti il grandioso Scettro del Potere?
Le tre sorelle sono in pericolo, e lo è anche tutto il futuro del regno di Ruwenda: persino il giglio nero custodito in ciascun amuleto che indossano lei e le sorelle sta cambiando colore, diventando rosso sangue.